# Sextus Pompeius Magnus Pius

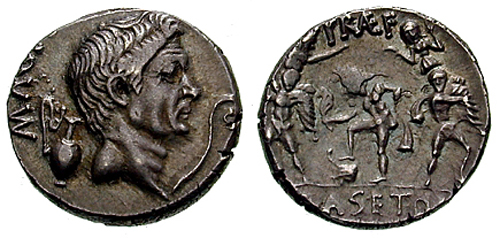
Zilveren denarius met beeltenis van Sextus Pompeius Magnus Pius (40 v.Chr.)
Bron: CNG coins.

Sextus Pompeius Magnus Pius, kortweg Sextus Pompeius (ca. 68 v.Chr. - Milete, 35 v.Chr.) was een Romeins veldheer. Hij verzette zich vanaf de moord op zijn vader, Gnaeus Pompeius Magnus, in 48 v.Chr. tegen Gaius Julius Caesar en later tegen het Tweede Triumviraat. Met hem stierf het verzet tegen het Triumviraat.

## Biografie
Sextus was de jongste zoon van Pompeius Magnus en zijn derde vrouw Mucia Tertia. Ook zijn oudere broer Gnaius was eerder uit dit huwelijk geboren. Toen in 49 v.Chr. de Romeinse burgeroorlog begon met Caesars oversteek van de Rubicon, vluchtten zowel zijn vader als zijn oudere broer naar het Oosten van het rijk, Sextus in Rome achterlatend onder de hoede van zijn stiefmoeder Cornelia Metella. Een jaar later, nadat zijn vader verslagen was in de slag bij Pharsalus en moest vluchten, trokken Sextus Pompeius en Metella naar het eiland Mytilini, waar ze Pompeius Magnus troffen. Ze vluchtten verder naar Egypte, waar Sextus bij aankomst zijn vader vermoord zag worden.

### Verzet tegen Caesar
Na de moord vertrok Cornelia Metella weer naar Rome, maar Sextus voegde zich bij zijn broer om de wapenen tegen Caesar op te nemen, samen met Metellus Scipio en Cato de Jongere.
Caesar versloeg de twee laatstgenoemden echter in 46 v.Chr. in de Slag bij Thapsus, in het huidige Tunesië. Metellus Scipio en Cato de Jongere zagen geen uitweg meer en pleegden zelfmoord. De Pompeii wisten te ontkomen naar Hispania, waar ze samen met Titus Labienus een nieuw leger formeerden. Dit leger werd echter ook door de troepen van Caesar verslagen in de Slag bij Munda (45 v.Chr.). Gnaeus werd kort na de slag gevangengenomen en wegens verraad ter dood gebracht. Sextus wist echter wederom te ontkomen en bleef een achterhoedegevecht leveren tot Caesars dood.

### Tweede Triumviraat
Na de moord op Caesar in 44 v.Chr. vroeg Sextus Pompeius de Senaat hem te laten terugkeren naar Rome en eerherstel voor zijn vader te bewerkstelligen. Begin 43 v.Chr. probeerde Marcus Antonius Sextus voor zijn zaak te winnen en gaf hem het commando over een vloot. Kort daarna werd echter de lex Pedia aangenomen, die gericht was tegen de moordenaars van Caesar. Hierdoor werd Sextus Pompeius vogelvrij verklaard. Hij weigerde echter het commando over de vloot uit handen te geven en wist Sicilië in handen te krijgen. Alleen op zee heersten de Driemannen nog niet. Daar voer Pompeius' zoon Sextus Pompeius met een machtige vloot en om zijn heerschappij over de golven te tonen, droeg hij altijd een hemelsblauwe toga.
Het triumviraat liet hem eerst met rust omdat het eerst wilde afrekenen met de tegenstand van Marcus Iunius Brutus en Gaius Cassius Longinus, wat het deed in de Slag bij Philippi in 42 v.Chr.. In de tussentijd had Sextus Pompeius zijn positie versterkt en vanaf Sicilië bedreigde hij met piratenacties de graantoevoer naar Italië, waardoor een hongersnood in Rome ophanden was. Pompeius wist een aantal aanvallen op Sicilië af te slaan waardoor het triumviraat in 39 v.Chr. het pact van Misenum met hem sloot om zijn medewerking te krijgen. Een dreigende oorlog met de Parthen maakte een wapenstilstand op het Siciliaanse front nodig.
Het pact was echter geen lang leven beschoren omdat Pompeius ontevreden was over wat hem toegezegd was en hij hervatte zijn blokkade van de graantoevoer na ongeveer een jaar. Hierop probeerde Octavianus wederom Sicilië in te nemen, maar zijn eerste twee pogingen, in 37 en 36 v.Chr. werden afgeslagen. Een maand later lukte het Marcus Vipsanius Agrippa, Octavianus' generaal en admiraal, wel. In zeeslagen bij Milae en bij kaap Naulochus werd de vloot van Sextus Pompeius verslagen. Pompeius vluchtte naar het oosten en werd in 35 v.Chr. opgepakt en ter dood gebracht in Milete door Marcus Titius, een handlanger van Marcus Antonius. Dit gebeurde zonder proces, iets waar Sextus Pompeius als Romeins burger wel recht op had. Hierdoor werd de dood van Sextus Pompeius een wapen voor Octavianus toen de verhouding tussen hem en Marcus Antonius niet meer te handhaven was.